# Isabelle II de Jérusalem
Pour les autres membres de la famille, voir Maison de Brienne.
Pour les articles homonymes, voir Brienne.
Isabelle II de Jérusalem, parfois nommée Yolande de Brienne (1212 - † 1228), est reine de Jérusalem de 1212 à 1228 et impératrice du Saint-Empire et reine de Sicile de 1225 à 1228.

## Biographie
Elle est la fille de Jean de Brienne et de Marie de Montferrat. Peu après sa naissance, sa mère contracte une grave maladie, peut-être la fièvre puerpérale, et meurt. Son père, qui n’est que roi à titre de prince consort, devient le bailli et le régent du royaume de Jérusalem au nom de sa fille.
De 1218 à 1221, une nouvelle croisade, conduite par le légat Pélage Galvani vient en Orient afin de délivrer Jérusalem. Considérant que les campagnes en Galilée et dans l’arrière pays sont inutiles, et que Jérusalem ne peut être prise d’assaut, car trop bien défendue, Jean de Brienne leur conseille d’envahir l’Égypte, d’y faire quelques conquêtes afin de les échanger contre Jérusalem. C’est ce que font les croisés, mais après avoir pris quelques villes dont Damiette, le légat Pélage refuse les offres d’échanges du sultan Al-Kâmil et se met en tête de conquérir la totalité de l'Égypte. Méconnaissant le pays, l’armée croisée est désorganisée par la crue du Nil alors qu’elle cherche à assiéger Le Caire. Cernés par les troupes du sultan, les croisés n’ont pas d’autre choix que rétrocéder Damiette en échange de leur liberté.
Jean de Brienne et Al-Kâmil signent une trêve de huit ans, puis le premier se rend en 1222 en Occident pour rencontrer le pape Honorius III et les souverains européens afin d’organiser une nouvelle croisade. Il rencontre le pape en novembre 1222 et se plaint des erreurs du légat qui ont entraîné l’échec de la croisade. Auprès du pape se trouve alors Frédéric II, empereur germanique. Le pape et Hermann von Salza, grand-maître de l’ordre Teutonique, proposent alors d’organiser le mariage d’Isabelle, la fille de Jean de Brienne, avec Frédéric. De part et d’autre, les avantages semblent multiples :
- pour Jean de Brienne, ce mariage va inciter les chevaliers du Saint-Empire à se croiser en grand nombre ;
- le pape espère que ce mariage l’aidera à convaincre Frédéric II de se croiser ;
- Frédéric II y voit l’occasion d’agrandir ses états, de s’implanter en Orient et de donner à son empire une dimension méditerranéenne.

Jean de Brienne se rend ensuite en France. Le roi Philippe Auguste le reçoit honorablement, mais lui reproche d'avoir accepté le projet de mariage sans l'avoir consulté, prévoyant le sort du royaume de Jérusalem.
En août 1225, une escadre impériale de quatorze navires, commandée par l'amiral Enrico Pescatore, arrive à Saint-Jean-d'Acre, amenant l'archévêque Jacques de Capoue, ex-évêque de Patti, qui épouse par procuration Isabelle. Elle est ensuite couronnée reine de Jérusalem à Tyr, puis repart avec l'escadre, accompagnée de son père[réf. nécessaire] et plusieurs membres de la famille en direction de Brindisi, en Italie, où le mariage est célébré le 9 novembre 1225. Selon certains chroniqueurs, Frédéric consomme immédiatement le mariage, malgré le jeune âge d'Isabelle ; d'autres parlent d'un délaissement pour une de ses cousines, plus âgée que la très jeune mariée, venue assister au mariage,.
Le lendemain, Frédéric II prend le titre de roi de Jérusalem, malgré les promesses qui stipulaient que Jean de Brienne resterait roi au moins jusqu'à la majorité de sa fille, voire jusqu'à sa prore mort. Brienne s'en plaint au pape, qui refuse de reconnaître le nouveau titre de Frédéric. Les relations entre les nouveaux époux ne semblent pas avoir été bonnes, et Isabelle reste en Sicile jusqu'à son décès.

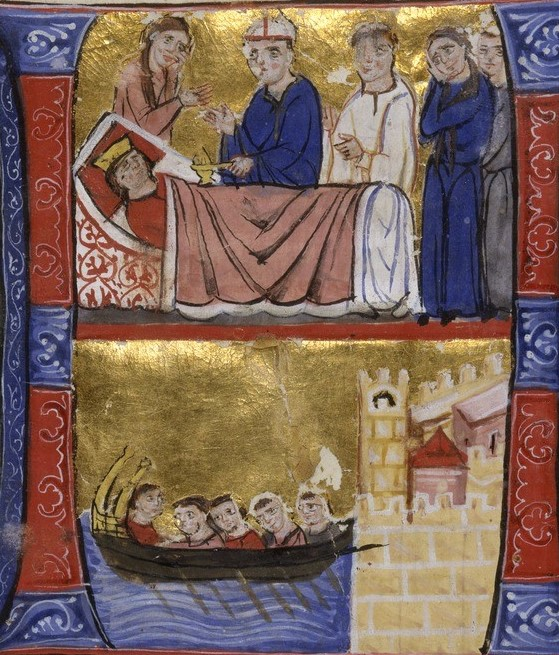
Mort de la reine Isabelle
Guillaume de Tyr, Historia et continuation, Acre, XIIIe siècle (BNF, Mss.fr.2628)

Isabelle meurt le 25 avril ou le 5 mai 1228, après avoir donné à son époux un fils, le futur Conrad IV (1228 - † 1254).

## Bilan
Bien qu'elle n'ait pratiquement pas participé aux décisions gouvernementales, la vie, le règne et le mariage d'Isabelle II de Jérusalem marquent un tournant dans l'histoire du royaume de Jérusalem. Avant, le roi vivait toujours dans le royaume et ne le quittait que rarement. Après, il n'y aura qu'occasionnellement un roi résident. Quand Frédéric II se décide à venir dans le royaume, après la mort d'Isabelle, il se met à dos une partie de la noblesse en tentant de régenter les royaumes latins d'Orient comme il le fait de ses terres d'Occident. La querelle entre Guelfes et Gibelins se déchaîne après son départ. Mise à part quelques périodes (gouvernement de Jean d'Ibelin, présence de saint Louis), le royaume est soumis à l'anarchie (rivalités entre les partisans et les adversaires de l'empereur, entre les ordres du Temple et de l'Hôpital, entre Vénitiens, Pisans et Génois...) jusqu’à la chute des dernières villes, en 1291.